# جينيفر غراب
جينيفر غراب (بالإنجليزية: Jennifer Grubb)‏ هي مدربة كرة قدم ولاعبة كرة قدم أمريكية، ولدت في 20 يوليو 1978 في إلخارت في الولايات المتحدة. لعبت مع Washington Freedom (soccer) ‏.

## وصلات خارجية
- جينيفر غراب على موقع Soccerway.com (الإنجليزية)